# Martin Bogatinov
Martin Bogatinov (en macédonien : Мартин Богатинов) est un footballeur international macédonien, né le 26 avril 1986 à Kratovo. Il évolue au poste de gardien de but.

## Palmarès
Vierge